# Simone Bianchi
Simone Bianchi (Lucca, 10 luglio 1972) è un illustratore italiano.

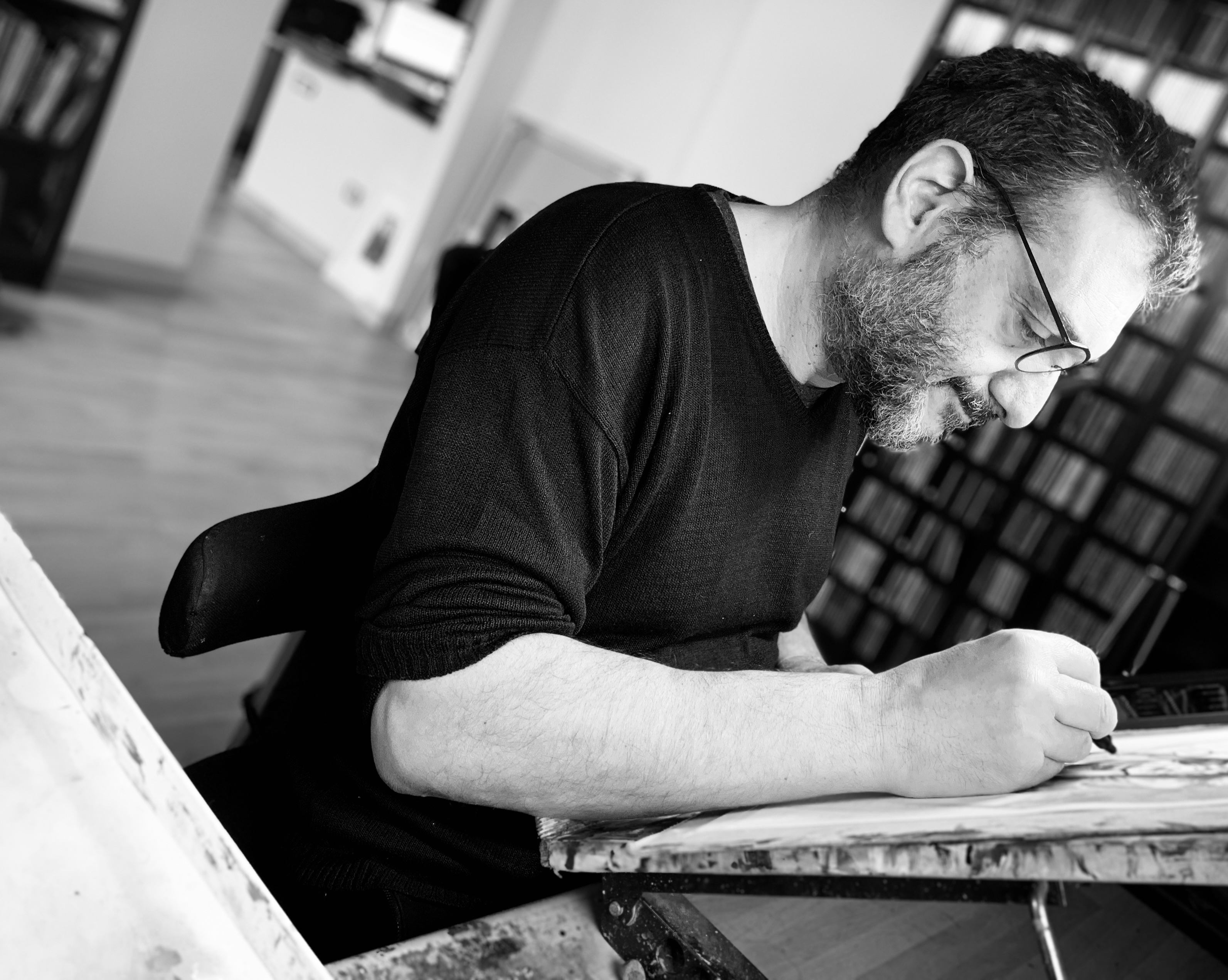
Simone Bianchi nel suo studio. (2021)

È inoltre pittore, designer ed insegnante d'arte, conosciuto in Italia soprattutto per i suoi lavori nell'ambito dei fumetti, delle copertine dei Cd, dei video musicali e nei giochi di ruolo e, dai lettori americani di fumetti per i suoi lavori Wolverine, X-Men, Thor e Thanos.

## Biografia
Simone Bianchi nasce a Lucca, Toscana, dove vive e lavora ancora oggi. È cresciuto con l'amore per i supereroi e prese a seguire e a copiare disegni dell'Uomo Ragno, Daredevil, Fantastici Quattro, Batman e Superman prima ancora di imparare a leggere e a scrivere.
All'età di 15 anni pubblica strisce umoristiche sul quotidiano Il Tirreno e continua nella produzione di vignette e fumetti su varie altre pubblicazioni nazionali e regionali. Nel 1994, Bianchi incontra l'artista di fumetti Claudio Castellini che diventa il suo insegnante e mentore. In seguito, Bianchi illustra la prima edizione di Nembo e Rivan Ryan e venti tavole di Brendon per la Sergio Bonelli Editore.
Nel 1998 i suoi lavori vengono esibiti al Lucca Comics & Games accanto a noti artisti americani come Will Eisner, Andy Kubert e Adam Kubert.
Nello stesso periodo, la Metal Blade Records commissiona a Bianchi la copertina del cd Timeless Crima della band italiana Labyrinth. Quello stesso anno viene assunto come assistente di Ivo Milazzo nell'insegnamento delle tecniche artistiche dei fumetti all'Accademia delle Belle Arti di Carrara
Nel 1999 Bianchi disegna la copertina dei Fantastici Quattro e un albo a fumetti unico (cioè non parte di una serie o miniserie) di Conan il Barbaro, entrambe pubblicata dalla Marvel Italia.
In quell'anno Bianchi torna alla musica illustrando la copertina dell'album di debutto della band Vision Divine, che è stata poi considerata dai fan dell'hard rock e del metal la seconda miglior illustrazione al mondo. Il lavoro di Bianchi in campo musicale comprende anche Sigma dell'Athreia Records e l'album dei Labyrinth Sons of Thunder sempre per la Metal Blade Records.

Copertina di X-Men Deluxe n.174 (disegni di Simone Bianchi).

Sempre nel 1999 Bianchi diventa un insegnante a tempo pieno in anatomia per fumetti nella scuola internazionale del fumetto di Firenze. Nel 2000, la Scuola, assieme alla Calvin Edizioni, pubblica Echi, il primo art book di Bianchi, che mette in evidenza i vari lavori dei tre anni precedenti.
Un anno dopo inizia a lavorare per Direct to Brain, uno degli studi leader per la produzione di video 3D in Europa, disegnando personaggi, storyboard, scene e supervisionando la creazione di modello 3-D|modelli 3-D. Fra i suoi clienti figurano il gruppo 99 Posse e la loro "Stop the Train" per la BGM Records, "Kitchen tools" per la Virgin Records e "Per me per sempre" per la BGM. Nel novembre e nel dicembre dello stesso anno, Bianchi lavora per il Gioco di ruolo della Fantasy Flight Games, Dragonstar. Disegna inoltre un poster per la Scuola Internazionale del Fumetto di Firenze, illustra il secondo album dei Vision Divine Send me an Angel e conduce il suo secondo corso di illustrazione all'Accademia delle Belle Arti di Carrara.
Nell'estate del 2002, Bianchi pubblica il suo secondo art book, L'arte di Simone Bianchi. Disegna inoltre cinque illustrazioni per Eldec e lavora di nuovo per Direct to Brain. Il dicembre successivo, inizia a lavorare sul primo volume di Ego Sum, per Vittorio Pavesio. Le 44 pagine, da scrivere e illustrare, gli richiedono tutto il 2003. Il primo volume di Ego Sum viene pubblicato il 16 gennaio del 2004 in Italia, Francia, Canada e Lussemburgo.
Nel 2004 Bianchi assiste all'annuale Festival internazionale del fumetto ad Angoulême (in Francia), dove incontra Sal Abbinanti, l'agente personale del disegnatore di fumetti americano Alex Ross che fa diventare Bianchi uno dei clienti di Abbinanti. Per la fine dell'anno, Bianchi disegna la copertina di un'uscita di Atomika.
Nell'ottobre del 2005 il terzo art book di Bianchi, Onirika, viene pubblicato dalla Vittorio Pavesio Productions e presentato al pubblico della convention Lucca Comics & Games. Nella stessa edizione disegna il poster ufficiale del festival assieme alla sorella Gloria ed è in mostra con la sua prima personale dal titolo  Profeta in patria.
Sempre nel 2005 Bianchi inizia la sua collaborazione con le più importanti case editrici americane di fumetti. Per due anni lavora per la DC Comics, per cui realizza copertine per le testate Green Lantern, Batman e Detective Comics, oltre alla miniserie Shining Knight.
Nel 2006 firma un contratto di esclusiva con la Marvel, per la quale disegna 6 albi di Wolverine tra cui il significativo numero 50. L’anno successivo produrrà 6 numeri di Astonishing X-Men. Per questo progetto gli viene affidato il compito occuparsi di ridisegnare i costumi ufficiali degli X-Men. La sua linea di costumi sarà usata dalla Marvel per i 6 anni successivi nelle diverse testate riguardante i mutanti.
Insieme a Jeph Loeb, nel 2009,  dà vita al nuovo nemico di Wolverine: Romulus. Le sue opere, nel frattempo, vengono esposte al Museo di Palazzo della Penna di Perugia alla Galérie du 9ème Art di Parigi e alla Chuck-Jones Gallery di San Diego -  California. Nello stesso anno, l'albo n°10 di Green Lantern viene scelto dalla serie cult The Big Bang Theory per la scena girata in fumetteria dell'episodio n°20 L'isotopo di Hofstadter  della seconda serie.
Nel 2010 Bianchi disegna la miniserie in 6 albi Thor for Asgard e l’anno successivo quella in 3 albi Fear Itself: Uncanny X- Force.
La collaborazione con Jeph Loeb su Wolverine torna nel 2012. Nei 4 albi che realizzeranno insieme, daranno vita a una nuova figura femminile vicino al mutante - Remus - secondo personaggio creato da Bianchi per la Marvel. Durante il 2013 lavora alla miniserie in 5 albi Thanos Rising, che descrive lo sviluppo della personalità del Titano a partire dalla nascita e dai primissimi anni di vita, su testi di Jason Aaron.
La CArt Gallery di Roma dedica a Simone un’esposizione sempre nel 2013. Nello stesso anno Simone disegna per la Sergio Bonelli Editore la copertina del“Dylan Dog Color Fest” numero 11. Nel 2014 realizza 3 albi di New Avengers. Subito dopo, inizia il lavoro su Thor e Looki: il decimo reame, parte del progetto Original Sin.
La Cover di  “The Avengers” #24 realizzata in bianco e nero fu venduta da Christie’s Paris Auction nel 2014.
Nel 2015 vengono commissionate da Disney alcune copertine di Star Wars - poi acquisite dalla Lucas Film. Tra queste viene pubblicato l’albo Star Wars #7
La galleria d’arte Danese / Corey Gallery di New York City - che ha esposto tra gli altri pittori come Picasso, Dalì e Matisse - dedica una personale a Bianchi nel 2015.
L’anno successivo realizza sempre per Marvel,  6 numeri di Amazing Spider-Man.  L'anno successivo disegna per la Sergio Bonelli Editore la copertina Variant edizione speciale a tiratura limitata per i “Lucca Comics & Games” dell’albo “La Legione di Harlan Draka” della serie  Dampyr. Nel 2017 realizza ben due copertine per la  Sergio Bonelli Editore: l’edizione Variant di “Natan Never Rinascita” albo 1di 6 di “Ritorno alla terra” e la copertina Variant del numero 12 di “Color Tex”.
Bianchi viene selezionato come primo illustratore non statunitense dalla Upperdeck per il progetto “Marvel Masterpieces” 2018.  La vasta lavorazione per il progetto “Marvel Masterpieces” 2018 richiede a Bianchi un anno e mezzo di lavorazione. I suoi 135 ritratti oltre che essere pubblicati in tutto il mondo, sono stati anche esposti sia nell’edizione 2018 di Lucca Comics & Games che alla Metropolis Gallery di New York City. Nello stesso anno lavora alla miniserie in 6 numeri Sharkey the bounty hunter. Questa storia diventerà prossimamente un film per Netflix. Sempre in quell’anno, realizza per Marvel la storia Our day of doom and victory, 9 pagine,  inclusa nell’albo top seller Fantastic Four #1.
All’inizio del 2020, Bianchi espone con una sua personale di oltre 30 opere tra matite e dipinti per la Marco Lucchetti Art Gallery di Lugano.
Nello stesso anno, Vincenzo Mollica cura la mostra personale Simone Bianchi amazing talent a Palazzo Vitelli a Sant’Egidio - Città’ di Castello. I suoi dipinti, tavole originali e inediti, oltre 220, sono stati in mostra per oltre un mese e mezzo con un’eccezionale affluenza di pubblico. Nello stesso anno, dipinge la storia in 8 pagine,  per DC Comics, "The war within". Questa storia fa parte dell’albo creato per celebrare gli 80 anni di Joker.
Bianchi ha dedicato una parte del 2021 alla musica. Realizzando per Caparezza sia la copertina variant dell’album Exuvia che il dipinto da cui è stato tratto il pop-up contenuto all’interno del vinile. Bianchi ha inoltre realizzato il poster ufficiale del concerto dei Tool del 10 Febbraio 2022 al FTX Arena di Miami.
Nel 2022, Bianchi insieme a PAU, frontman dei Negrita espone 18 opere per la mostra "Bipolart" per la Marco Lucchetti Art Gallery di Lugano.  Nell’estate dello stesso anno Simone riceve la chiamata dal tour manager degli Smashing Pumpkins. Aveva visto l'illustrazione realizzata per i Tool e chiede a Simone di eseguire il poster per la data di Denver del 7 Novembre.  Nello stesso anno i suoi lavori sono esposti alla WOP Art di Lugano, la fiera delle opere d’arte su carta.
Scelto personalmente come Artist Spotlight del mese di febbraio 2023 da  Todd McFarlane  per la Image Comics, Simone è il primo italiano ad avere l’onore di poter raccontare le varie sfaccettare di Spawn in tutte le testate del personaggio: SPAWN, Gunslinger Spawn, Scorched e King Spawn. Un mese dopo, a marzo,Simone ha esposto - in esclusiva mondiale - presso la CArt Gallery di Roma le copertine originali realizzate per l’Universo Spawn della Image Comics.  “The Devil in the details: Spawn By Simone Bianchi”: sei copertine originali, preliminari e sketches preparatori, re-interpretazioni di tre copertine storiche le numero 1,8 e 250; per un totale di oltre 30 opere esposte.
Dal 28 Aprile al 1 Maggio 2023, Simone per la prima volta espone al Comicon di Napoli con una vasta selezione dei suoi disegni e dipinti che hanno come fil rouge la musica e l’armonia: “La musica dei corpi”. La passione per la musica ha portato Simone a collaborare con grandi nomi della scena musicale italiana e internazionale quali Smashing Pumpkins, Caparezza, Tool e 99 Posse. L’armonia pittorica che da sempre contraddistingue il suo tratto è la seconda anima di questa mostra di oltre 50 opere.  Il successo ottenuto al Comicon di Napoli ha reso la mostra “La musica dei corpi” di Simone un tassello importante per la prima edizione del Comicon di Bergamo che con Brescia è capitale italiana della cultura 2023 nel giugno dello stesso anno.
La mostra più importante del 2023 è sicuramente quella che si tiene a Livorno dal 21 Luglio al 12 Novembre presso i “Granai” del Museo Fattori a Villa Mimbelli a Livorno: “L'arte dei supereroi" con il patrocinio di Lucca Comics & Games e organizzata da Comune di Livorno e Fondazione Livorno. Curata dal Prof. dell’Università di Firenze , Giorgio Bacci, la mostra - con le sue 120 opere tra dipinti, disegni preliminari e tavole interne - si presenta come primo esempio in Italia di affiancamento coi grandi maestri dell’Ottocento. “Per la prima volta un rappresentante della nona arte espone a fianco dei grandi autori del Museo Fattori”. Con oltre 20 inediti, 4 opere in anteprima mondiale e una stanza immersiva realizzata da Art Media Studio che di fatto anima l’universo pittorico di Simone come dentro una pellicola cinematografia, l’esposizione sposta la concezione di condivisione dell’arte dal vivo ancora più avanti.
Nell’edizione 2023 di Lucca Comics & Games Simone ha fatto da autore - mediatore all’incontro “Colazione con Frank Miller”. Il panel ha visto i due autori confrontarsi in un intimo dialogo tra diverse generazioni in occasione delle celebrazioni dei 25 anni di “300” . Sullo stesso palco del Teatro del Giglio Simone ha preso parte, insieme all’editor in chief della Marvel CB Cebulski, alla celebrazione dei 60 anni degli Avengers e degli X-Men. Simone ha infatti disegnato le copertine variant di entrambe le testate per questo importante anniversario.
All’inizio del 2024 Simone viene scelto per la realizzazione del poster della prima edizione della fiera internazionale OAX che si tiene ad Orlando a fine gennaio.

## Riconoscimenti
- Premio Yellow Kid al Salone Internazionale dei Comics (2005).